# Тараз
Тара́з  (каз. Тараз / Tarazо файле; в советский период Аулие-Ата, Мирзоян, Джамбул) — город, административный центр Жамбылской области Казахстана. Численность населения 431 160 человек (на февраль 2024 года). Имеются международный аэропорт, железнодорожный вокзал, автовокзалы, торговые центры, развлекательные комплексы, множество скверов и парков.

## История

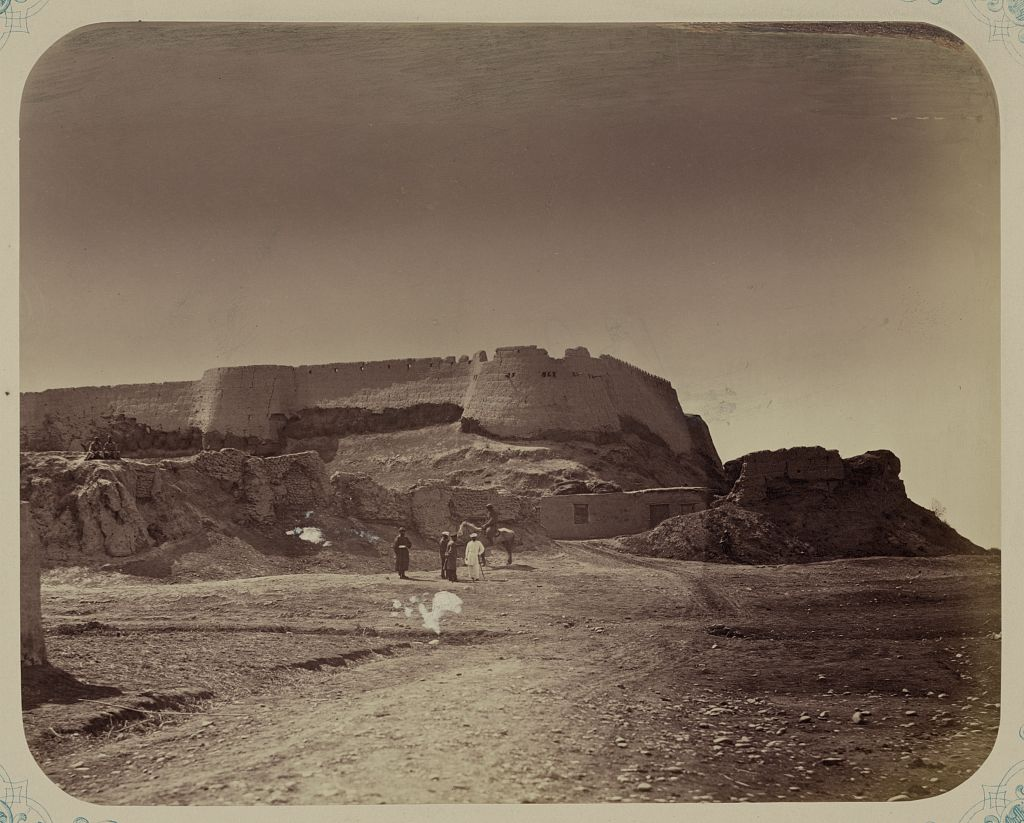
Аулие-Ата. Развалины цитадели. Фото из «Туркестанского Альбома» 1871—1872 года.

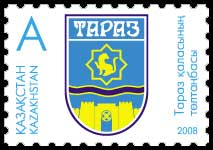
Почтовая марка «Герб города Тараз»

В VI-V веках до н. э. в степях у реки Талас сложились племенные союзы саков и усуней, которые основали городище Тараз. В наши дни следы древней городской застройки обнаружили на месте бывшего Центрального городского рынка (т. н. «Зелёного базара»), который пришлось перенести в связи с началом археологических раскопок.
В I веке до н. э. при расколе и ослаблении государства гуннов один из сыновей шаньюя Сюйлюя-Цюаньцюя — Чжичжи, отказавшийся подчиняться внезапно усилившемуся Китаю, ушёл в Среднюю Азию к своим вассалам усуням, где основал столицу в Таласской долине в Таразе.

Памятник Байдибеку батыру

Первое письменное упоминание города в греческих источниках относится к 400 году, под названием Толоса. Это был один из пунктов северной ветви Великого шёлкового пути, которая проходила из Алмалыка (район современного города Кульджа в Китае) в направлении города Ясы (современный город Туркестан) и далее вниз по течению Сыра. Китайский паломник — буддийский монах Сюаньцзан, проезжавший через Тараз в 485 году, сообщал, что «прибыл в город Та-ло-се, имеющий 8 или 9 ли. Купцы из разных стран живут в этом городе вперемешку…».
В 751 году вблизи города состоялась знаменитая Таласская битва. Битва на р. Талас у древнего г. Тараз и победа объединённых карлукских и арабских сил над войсками китайской империи Тан оставила неизгладимый след в общей истории Центральной Азии и Ближнего Востока, остановив китайскую экспансию. Именно после этого регион начал приобретать исламскую окраску.
С VIII века по 893 год древний город входил в состав Карлукского каганата.
С 833 года регион находился под владычеством тюркской царской династии Караханидов, одержавших победу над Саманидами в регионе. При Караханидах, в XI—XII веках, древний Тараз являлся столицей их царства и достиг наибольшего расцвета.
Письменных сведений о завоевании Тараза монголами нет, но, по-видимому, в 1220 году город оказал монголам значительное сопротивление, почему и был разрушен ими до основания, о чём свидетельствуют остатки пожарища, обнаруженные при раскопках древней части города. Город, был переименован монголами в Янги — «Новый» (чаг.), поскольку при дальнейшем упоминании его как европейские, так и арабские источники пишут: «…город Янги, называвшийся до завоевания Таласом».

Центральная мечеть «Хибатулла ат-Тарази»

В XIII—XV веках город входил в состав Чагатайского улуса, Монгольской империи. В период с 1465 по 1718 годы — один из важнейших городов Казахского ханства. Был в числе разрушенных городов в период 1723…1727 гг. во время войн с джунгарами.
В 1723 году Таласская долина, как и бо́льшая часть южных областей нынешнего Казахстана, была завоёвана джунгарами, которые и владели ею почти до 1756 года.
В XVIII-XIX веках входил в состав Кокандского ханства.
В 1856 году город был переименован в Аулие-Ату — Святой дед (предок) (каз.). Это название он получил в честь Ивад-хана ибн Аулийа Карахана — одного из представителей династии Караханидов. В центре города (район стадиона «Динамо») находится мавзолей Карахана.
В 1863 году Алымкул принял энергичные меры для укрепления военной мощи ханства. По его приказу правитель Ташкента Нур-Мухаммед посетил Тараз, Сузак и Чолак-Курган, чтобы оценить вред, нанесённый их укреплениям русскими и собрать дань с местных казахских родов.
В 1864 году, в ходе колонизации Средней Азии Российской империей, небольшой отряд под командованием полковника Черняева М. Г. захватил крепость Аулие-Ата.
Довольно полное описание города в начале XX столетия дано в труде «Россия. Полное географическое описание нашего отечества». Отмечается, что в Аулие-Ате имелся большой базар, ярмарка и ряд транспортных контор. Город состоял из русской и азиатской частей. В нём были 3 церкви, 21 мечеть, почтово-телеграфная контора, городское училище, больница, военный госпиталь, аптека, ветеринарная аптека, 17 фабрик и заводов, 1791 жилой дом, 19 052 жителя.

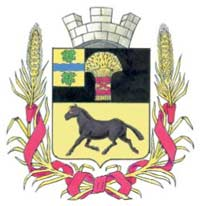
Герб Аулие-Аты (Тараз) в составе Российской империи

В 1917 году через город проложена Семиреченская железная дорога от Арыси до Верного, что ускорило развитие города и региона в целом. В советское время дорога стала уже частью Турксиба (1930).
В 1920-е годы в городе останавливался известный писатель Дмитрий Фурманов. Есть памятная доска на доме, где он жил, по проспекту Толе би.
В 1936—1938 годах город переименовали в Мирзоян в честь первого секретаря ЦК КП(б) Казахстана Левона Мирзояна, который впоследствии был репрессирован и расстрелян 26 февраля 1939 года.
В 1938 году город был переименован в Джамбул, по имени казахского поэта и акына Джамбула Джабаева.
14 августа 1959 года к городу Джамбулу были присоединены рабочие посёлки Джамбул и Сахарозаводской, до того находившиеся в его административном подчинении.
В 1968 году была образована Джамбульская областная филармония.
4 мая 1993 постановлением Президиума Верховного Совета Казахстана название Джамбульской области на русском языке было изменено на Жамбылскую область, а Джамбул — на Жамбыл.
8 января 1997 года указом президента Казахстана «учитывая ходатайства местных исполнительных органов и пожелания общественности Жамбылской области, на основании заключения Государственной ономастической комиссии при Правительстве Республики Казахстан» город Жамбыл переименован в город Тараз.

Акимат Жамбылской области

26 сентября 2002 года таразцы отметили большой праздник — 2000-летие города, что официально было признано ЮНЕСКО. В торжествах принял участие президент Казахстана Нурсултан Назарбаев, который посетил также отреставрированные к юбилею мавзолей Карахана и историко-краеведческий музей.
23 февраля 2010 года, в соответствии с новым генеральным планом города, территория, находящаяся в подчинении городского акимата, была расширена с 12 833 га до 18 787 га, при этом в подчинение городскому акимату были переданы часть земель Байзакского и Жамбылского районов Жамбылской области вместе с находящимися там 6 сельскими населёнными пунктами (Кумшагал, Кольтоган, Кызылабад, Казарма, Чолдала и Учхоз), а также 50 дачных массивов, земли крестьянских хозяйств и другие объекты.
По словам директора Института археологии им. А. Х. Маргулана академика Карла Байпакова, территории «Центрального рынка», а также рынков «Шахристан» и «Тажибай» представляют важную историческую часть города. С целью проведения археологических раскопок древнего городища и создания объектов туризма, в 2012…2014 гг. эти рынки были передислоцированы на новые рынки в разных частях города — «Ауыл Береке» (район фабрики ПОШ), «Атакент-Тараз» (район аэропорта) и «Орталык базар» (район главного элеватора).

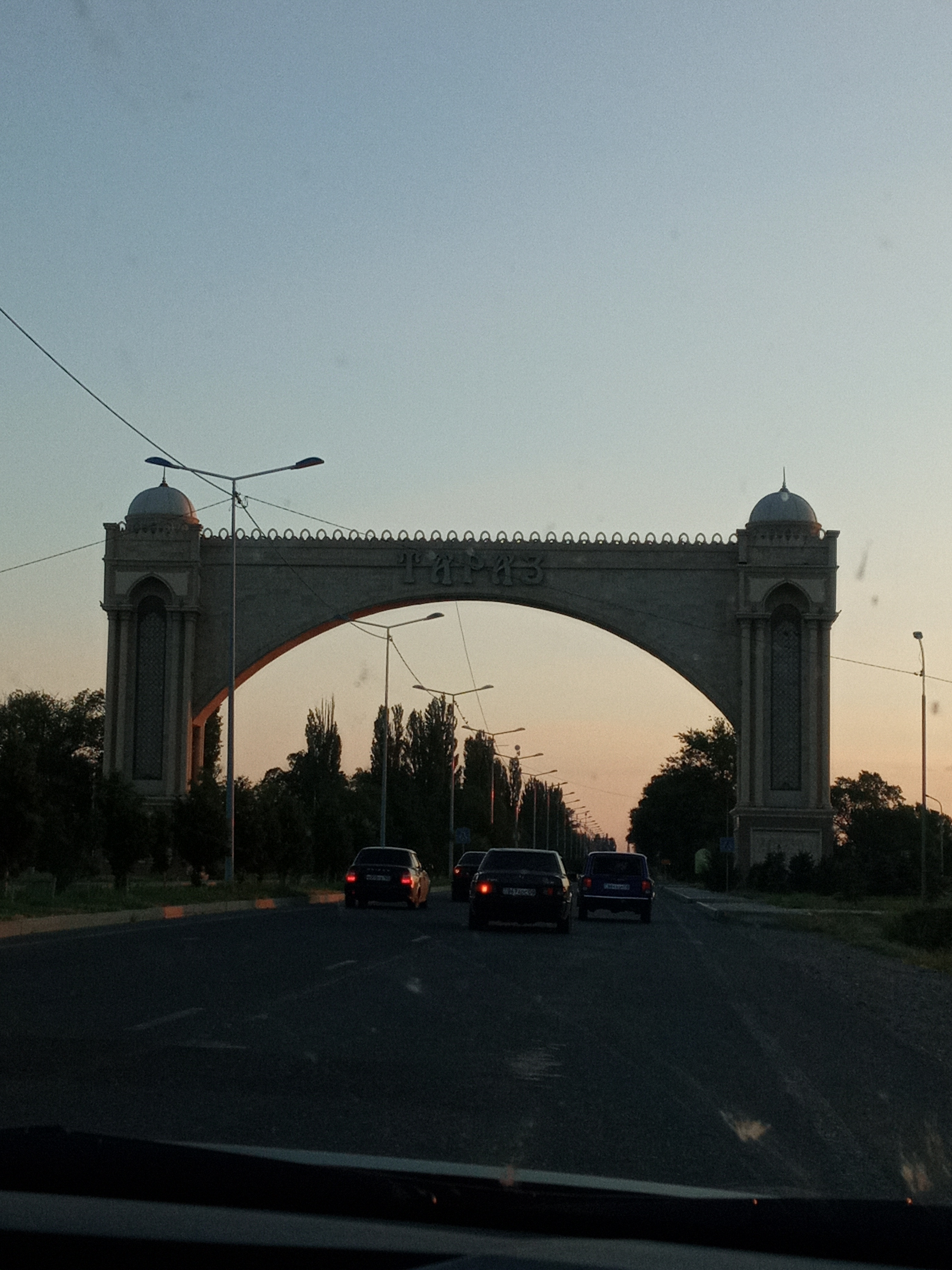
Арка на въезде в Тараз с восточной стороны

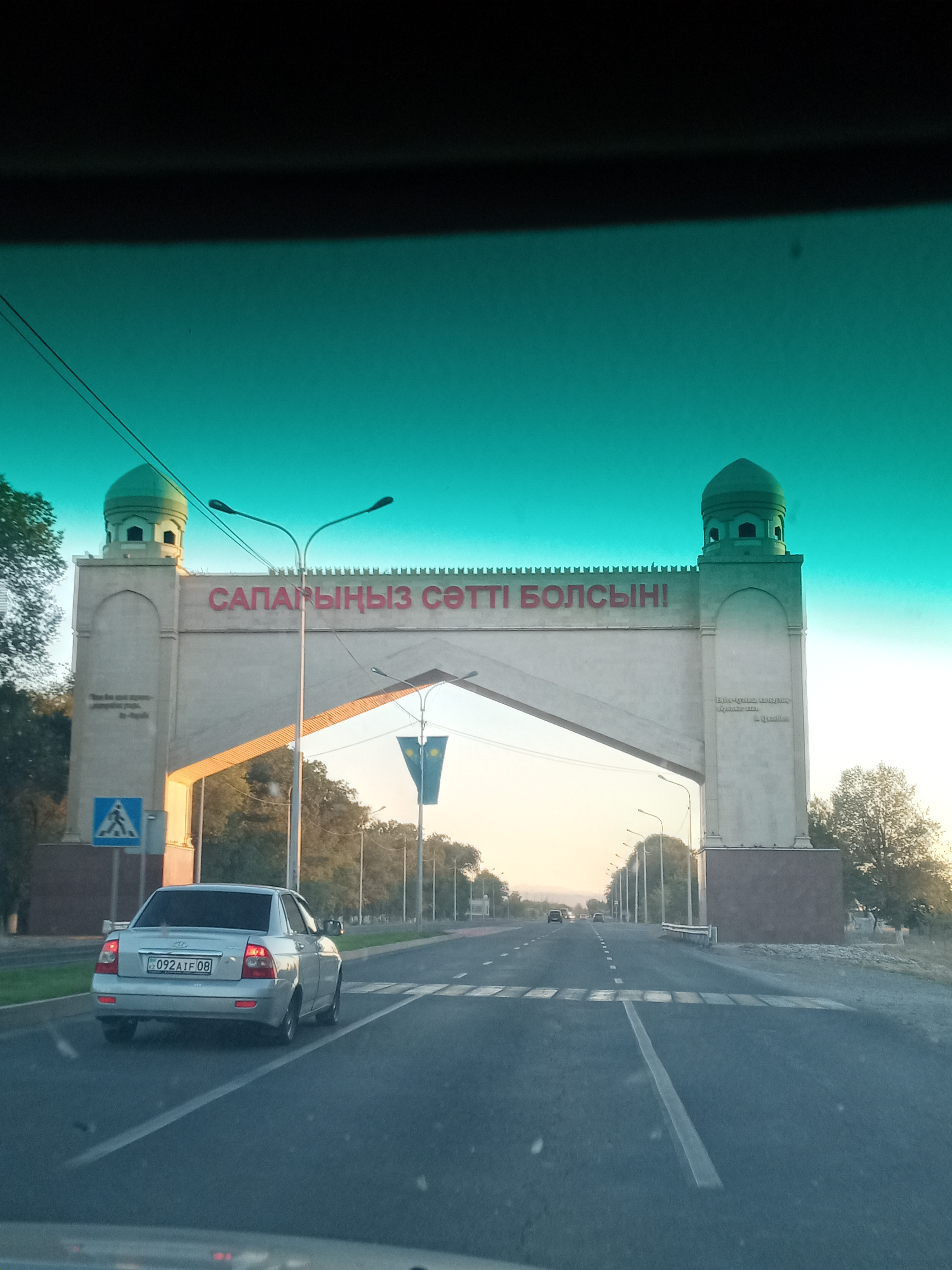
Арка на въезде в Тараз с западной стороны

В 2015 году по предложению президента Казахстана Нурсултана Назарбаева, прозвучавшему в конце октября 2014 года, в городе было проведено празднование 550-летия образования Казахского ханства, ставшее важным событием в истории становления и развития казахской государственности, основы которой были заложены 550 лет тому назад в урочище Жайсан ханами Жанибеком и Кереем.

## Географическое положение
Тараз лежит в южной части республики, на равнине, в долине реки Талас. Занимает площадь примерно 150 км². К югу от города раскинулись отроги Западного Тянь-Шаня, а к западу горы Каратау.

## Климат
Тараз расположен в глубине Евразийского континента на стыке знойных пустынь и снеговых гор, отличается прежде всего резкой континентальностью климата, крайней засушливостью, малой облачностью и обилием тепла.
Положение города внутри континента, на стыке северных и южных типов пустынь, наличие по соседству снеговых гор определяют особенности циркуляционного режима, для которого характерно преобладание антициклональной деятельности.
Климат в городе резко континентальный, особенно в последние годы: лето может быть жарким и засушливым, а зимы холодными и иногда снежными, годовые перепады температур могут достигать 60 °C и более (в течение одного года), при этом абсолютный перепад температур более 80 °C. В городе часты ветра с порывами до 30…32 м/с. Погода в последние годы сильно переменчива в течение недели. При этом некоторые считают, что климат района носит промежуточные черты между континентальным субтропическим климатом равнин Средней Азии и резко континентальным климатом умеренных широт Казахстана.
В зимний период здесь преобладают континентальные воздушные массы умеренных широт. Циркуляционные процессы определяются положением и деятельностью полярного и арктического фронтов и позицией «казахстанского» отрога азиатского антициклона. Зимний сезон характеризуется неустойчивой, довольно холодной погодой, обусловленной ощутимым температурным контрастом воздушных масс, активизирующих циклоническую деятельность.
Летом, особенно в июле, малые барические градиенты способствуют ослаблению циркуляционных процессов и циклонической деятельности, которая почти приостанавливается, довольно значительно проявляясь лишь в небольших колебаниях температуры воздуха и облачности.
Наиболее тёплый месяц июль, его средняя температура +25.5 °C. Наиболее холодный месяц январь с средней температурой −3.0 °C.
Абсолютный максимум температуры: +43.7 °C (зарегистрирован 30 июля 1983 года). Абсолютный минимум температуры: −40.0 °C (зарегистрирован 26 февраля 1951 года).
Годовой максимум осадков — 611 мм (в 1969 году), годовой минимум — 129 мм (в 1944 году).
- Среднегодовая температура воздуха — 11,2 °C
- Относительная влажность воздуха — 60,3 %
- Средняя скорость ветра — 2.3 м/с
- Классификация климата по Кеппен-Гейгеру — BSk/Dsa/Csa
- Классификация климата по Алисову — субтропический континентальный
- Сумма активных температур за вегетационный период — 4200°
- Количество годового солнечного сияния — 2800 часов

| Показатель                                                                       | Янв.  | Фев. | Март | Апр.  | Май  | Июнь | Июль | Авг. | Сен. | Окт.  | Нояб. | Дек. | Год  |
| -------------------------------------------------------------------------------- | ----- | ---- | ---- | ----- | ---- | ---- | ---- | ---- | ---- | ----- | ----- | ---- | ---- |
| Абсолютный максимум, °C                                                          | 22,1  | 25,0 | 31,1 | 35,9  | 39,4 | 42,3 | 43,7 | 43,1 | 40,6 | 34,6  | 29,0  | 22,7 | 43,7 |
| Средний суточный максимум, °C                                                    | 2,2   | 4,3  | 11,3 | 18,6  | 24,7 | 30,6 | 33,0 | 31,8 | 25,8 | 18,0  | 9,4   | 3,8  | 17,8 |
| Средняя температура, °C                                                          | −3    | −1,3 | 5,3  | 12,2  | 18,0 | 23,4 | 25,5 | 23,9 | 17,9 | 10,9  | 3,6   | −1,6 | 11,2 |
| Средний суточный минимум, °C                                                     | −7,4  | −5,8 | 0,1  | 6,2   | 10,9 | 15,6 | 17,5 | 15,7 | 10,3 | 4,7   | −1,2  | −5,9 | 5,1  |
| Абсолютный минимум, °C                                                           | −38,9 | −40  | −25  | −12,2 | −5,2 | 3,0  | 7,2  | 3,0  | −5   | −14,3 | −37,2 | −35  | −40  |
| Норма осадков, мм                                                                | 30    | 33   | 39   | 44    | 39   | 23   | 19   | 8    | 11   | 31    | 33    | 34   | 344  |
| Источник: Погода и климат. www.pogodaiklimat.ru. Дата обращения: 28 января 2023. |       |      |      |       |      |      |      |      |      |       |       |      |      |

Экологическое состояние
Вследствие того, что в городе находились три крупных предприятия фосфорной промышленности (в том числе Новоджамбулский фосфорный завод и завод «Химпром»), город был сильно задымлён. В связи с экономическим кризисом середины-конца 1990-х годов деятельность заводов была почти полностью приостановлена. Вследствие возобновления работы заводов экологическая обстановка вновь ухудшилась.

## Административно-территориальное устройство
В Таразе 15 микрорайонов и много жилых массивов, на данный момент ведётся активное строительство новых микрорайонов. Почти все микрорайоны на данный момент имеют номера и названия (часть из них имеют только номера, либо только названия): 1 — Акбулак, 2 — Каратау, 3 — Жайлау, 4 — Салтанат, 5 — Карасу, 6 — Талас, 7 — Самал, 8 — Алатау, 9 — Мынбулак, 10 — Аса, 11 — Жансая, 12 — Астана, 13 — Байтерек, 14(на данный момент названия не имеет), 15 - Ұлы дала. Массивы — Аэропорт, Барысхан, Бурыл, Гидрокомплекс, ГРЭС, Дальняя Карасу, Дорожник, Жалпактобе, Зелёный ковёр, Казпосёлок, Карасай, Карасу (не путать с одноимённым микрорайоном), Кирпичный завод, Коктем, Кумшагал, Кызылабад, Сахарный завод, Солнечный, Тектурмас, Телецентр, Торткуль, Турксиб, Хамукат, Шолдала. В городе три проспекта: Жамбыла, Абая, Толе би. Часть проспекта Толе би в исторической части города в 2019 году была отведена под пешеходную улицу с музеем «Древний Тараз» (получившей народное название — «арбат»). В связи с ростом населения города и расширением территории областной столицы, Тараз планируется разделить на 2 района.

## Население
Население города в конце XIX века
По данным переписи Российской Империи в 1897 году в г. Аулие-Ата было 11 722 жителей (6940 мужчин и 4782 женщины).
Распределение населения по родному языку в 1897 году: киргиз-кайсаки — 72,1 %, великороссы — 11,6 %, узбеки — 8,2 %, из них узбеки 5% и узбеки сарты — 3,2 %, таджики — 0,2 %, татары — 2,2 %.
В Аулие-атинском уезде в целом в 1897 году проживало 276 169 человек, распределение населения по родному языку было следующим: казахи — 90,8 %, русские — 3,8 %, узбеки — 3 %, тюркские наречия без распределения 0,8 %, сарты — 0,5 %, немцы — 0,25 %, татары — 0,22 %, китайцы — 0,16 %, таджики — 0,13 %, лезгины — 0,1 %.
Население города в настоящее время
Тараз является самым крупным городом Жамбылской области и одним из крупнейших на юге страны. Население — 430 314  чел. (2023).
Национальный состав (на февраль 2024 года).
- казахи — 308471 чел. (61,57 %)
- русские —  49 991 чел. (9,98 %)
- узбеки  —  24 059 чел. (4,8 %)
- корейцы — 5212 чел. (1,20 %)
- татары — 5899 чел. (1,15 %)
- турки — 8728 (1,10 %)
- киргизы — 4686 чел. (1,10 %)
- курды — 3130 чел. (0,50 %)
- немцы — 1917 чел. (0,45 %)
- украинцы — 1278 чел. (0,30 %)
- дунгане — 1278 чел. (0,30 %)
- другие национальности — 6390 чел. (1,50 %)

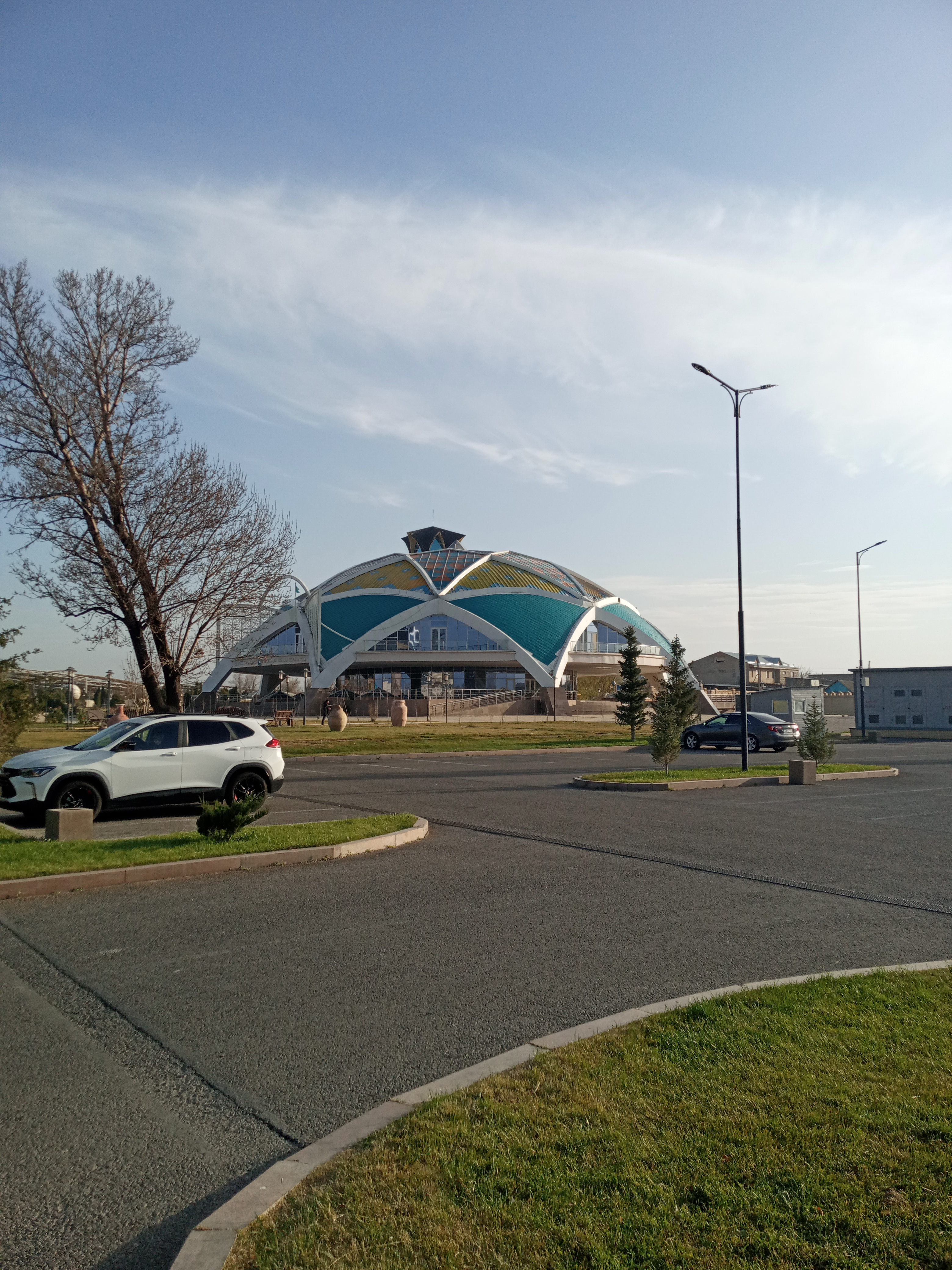
Дом дружбы

Всего — 501 030 чел. (100,00 %)
| 1923     | 1939     | 1959     | 1970     | 1979     | 1989     | 1999     |
| -------- | -------- | -------- | -------- | -------- | -------- | -------- |
| 18 854   | ↗63 728  | ↗113 346 | ↗187 164 | ↗263 793 | ↗306 715 | ↗330 125 |
| 2009     | 2021     |          |          |          |          |          |
| ↘320 634 | ↗418 368 |          |          |          |          |          |

## Транспорт и коммуникации
Развитие промышленности и географическое положение предопределили имеющуюся транспортно-коммуникационную инфраструктуру — сеть железных дорог с крупным транспортным узлом в городе Шу, связывающим юг и юго-восток Казахстана с центральной и северо-восточной частью республики и соседними государствами.
Важную роль с развитии экономики играет Жамбылская областная дирекция телекоммуникаций АО «Казахтелеком», которая предоставляет услуги местной, междугородней и международной телефонной связи, подвижной радиотелефонной связи, услуг по трансляции телевизионных и звуковых программ.
В сфере телекоммуникаций продолжается плановая работа по замене морально устаревших АТС на более совершенные цифровые станции, перевод медного кабельного хозяйства на волоконно-оптические сети. Действует 10 систем национальной спутниковой связи DAMA.
Общая протяжённость автомобильных дорог по области составляет 4117 км, в том числе 847 км дорог республиканского значения. Город огибает автомагистраль республиканского значения А-2 Алма-Ата — Ташкент — Термез, соединяющая республики Казахстан, Кыргызстан и Узбекистан.
В 2009 году на территории страны в том числе и в Жамбылской области было развёрнуто строительство автомагистрали Западная Европа — Западный Китай, которое было завершено в 2013 году. Общая протяжённость дороги составит 8445 км, из них 2787 км по территории Казахстана (по Актюбинской, Кызылординской, Туркестанской, Жамбылской и Алматинской областям). Толщина асфальтобетонного покрытия составит 80 см, срок службы автомагистрали 25 лет без капремонта, максимальная скорость движения  120 км в час. Проектом предусмотрены автодорожные мосты через ряд рек, дорожно-эксплуатационные комплексы, остановочные площадки, автопавильоны, скотопрогоны, электронные табло. На данный момент ведётся капитальный ремонт автомагистрали Тараз — Мерке — Татты — Шу — Бурылбайтал — Шыганак, через которую идёт транспортный поток в города Астану и Караганду.
Перевозку пассажиров города по 53 маршрутам осуществляют 10 частных транспортных организаций с общим парком 575 автобусов. В 2018 году автоперевозчиками было приобретено 60, а в 2019 ещё 75 новых автобусов.
В соответствии с Постановлением акимата города Тараз №1547 от 20.04.2021 года c 4 мая 2021 года цена проезда в городском общественном транспорте выросла с 65 до 85 тенге для взрослых и с 30 тенге до 40 для школьников при наличии карты TULPARCARD или соответствующего мобильного приложения. Размер тарифа на оплату наличными остался неизменным: для всех пассажиров – 130 тенге, для школьников – 65 тенге. Стоимость пустой карты TULPARCARD составляет 500 тенге. Выпускаются карты двух типов: Единая - для всех категорий граждан и Школьная - с правом проезда с оплатой 50% от полной стоимости. При покупке карты включена стоимость разовой поездки: для карты Единая - 85 тенге, для карты Школьная - 40 тенге. Транспортные карты можно приобрести в кассах TULPARCARD и других точках продаж.
Стоимость проезда на общественном транспорте по состоянию на июль 2024 г.— 85 тенге
В городе несколько автовокзалов, с которых отправляются междугородные автобусы в другие города Казахстана и области.
Функционирует несколько таксопарков и филиал «Яндекс. Такси», а также службы проката автомобилей, действует прокат велосипедов и набирающих популярность электросамокатов.
Железнодорожный вокзал Тараз (железнодорожная станция Жамбыл) и станции Шайкорык, Чолдала, Кумшагал и Бурыл.
Международный аэропорт «Аулие-Ата.
Сферу энергетики представляют Жамбылская ГРЭС им. Батурова Т. И., Жамбылские электрические сети и филиал АО «Kegoc».

## Экономика
В городе функционируют заводы химической и металлургической промышленности: Новоджамбулский фосфорный завод, завод двойного суперфосфата, «Химпром», «Казфосфат», Таразский металлургический завод, Таразский завод металлоконструкций, завод «Запчасть», авторемонтный завод, «Кожкомбинат». В городе несколько бизнес-центров, гостиницы, типографии, торговые центры и супермаркеты: «Small», «Mart», «Арзан», «Magnum», «Дамдес», «Вкусная корзинка», «Фиркан», «ТехноДом», «Sulpak», «Mechta.kz», «Эврика» и пр.
В 153 км от города находится Айрактинское газоконденсатное месторождение.

## Средства массовой информации

### Газеты
- «Знамя труда» — одна из старейших в Казахстане газет на русском языке, издаётся с 1919 года.
- «Ақжол» — одна из старейших в Казахстане газет на казахском языке, издаётся с 1922 года.
- «Магнолия» — еженедельная областная газета, издаётся с 1995 года.
- «Жамбыл-Тараз» — еженедельная областная газета, издаётся с 1996 года.
- «Новый регион» — еженедельная областная рекламно-информационная газета издаётся с 1999 года.

### Журналы
- Журнал «Проспект Абая».
- Журнал «СЭР» (Спортивно-экономическое ревю) — первый в Жамбылской области информационно-аналитический полноцветный журнал.

### Телевидение
- Телеканал «ZhAMBYL» — первый региональный телеканал Жамбылской области.
- Телеканал «77 TV».
- Телеканал «TARAZ 24».

### Информационные агентства
- «Эк-Спорт» (экономика-спорт).
- Информационное агентство «ZhAMBYLNEWS.KZ» — первое информационное агентство в Жамбылской области, созданное в 2013 году.

## Достопримечательности
- Жамбылский областной историко-краеведческий музей.
- Мавзолей Карахана — памятник архитектуры XI века, часть комплекса средневекового городища.
- Архитектурный комплекс «Тектурмас» — памятник XIV века.
- Мечеть Абдукадыра — историческая мечеть, памятник архитектуры Аулиеатинской эпохи.
- Баня Кали-Юнуса — памятник архитектуры конца XIX века.
- Городище древнего Тараза.
- Памятник Кайрату Ногайбайулы Рыскулбекову.

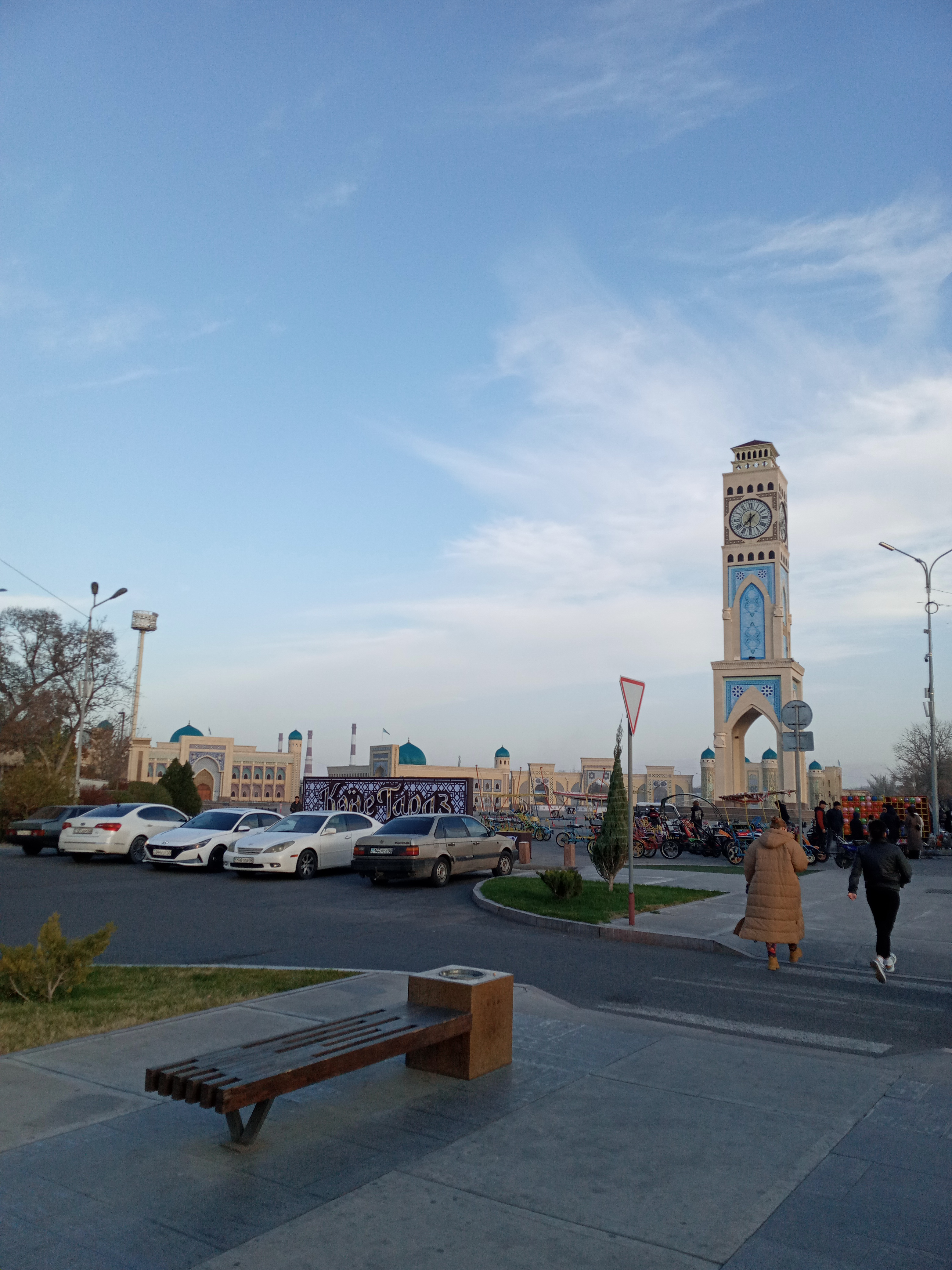
Комплекс "Шахристан" (этно–исторический комплекс "Коне (Древний) Тараз").
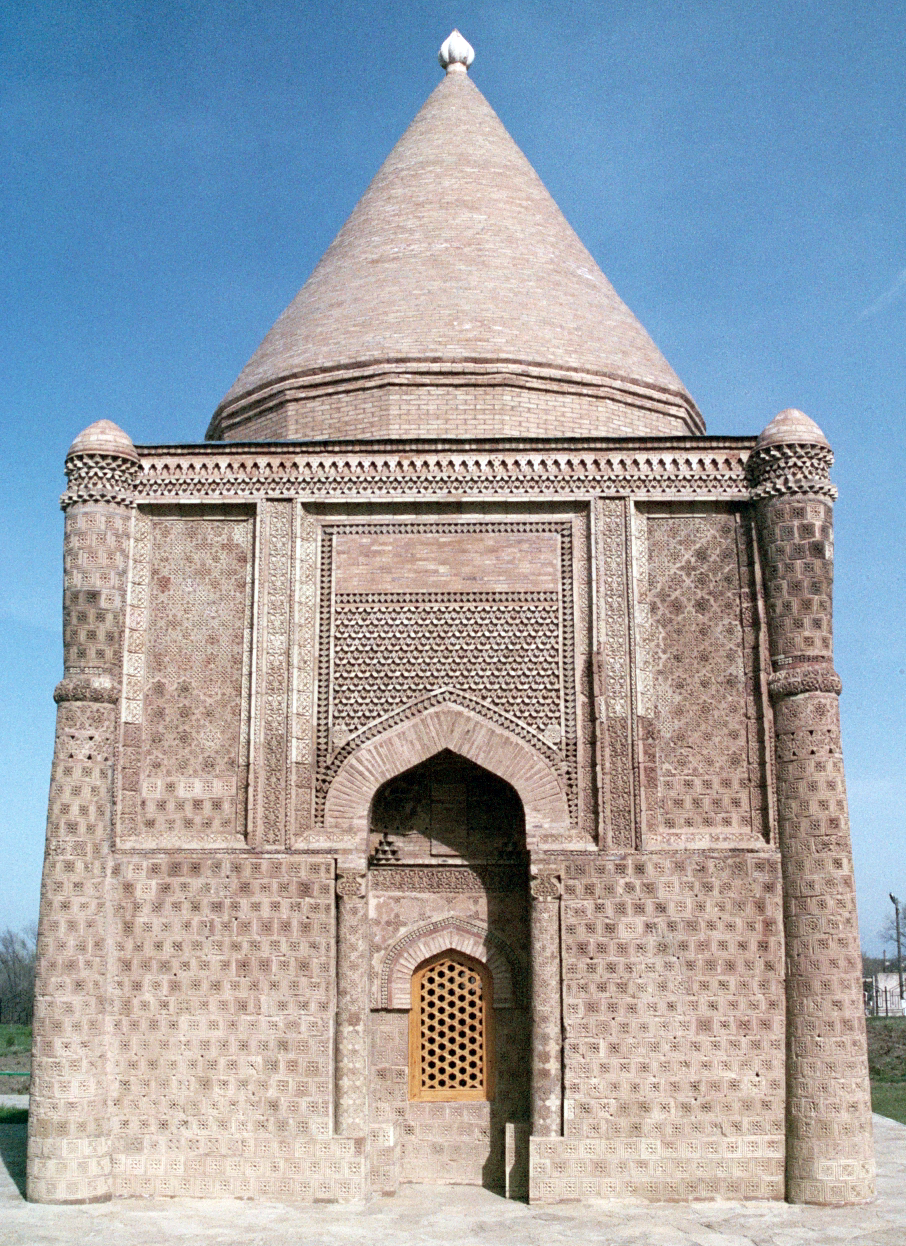
Мавзолей Айша-Биби 18 км от города Тараза.
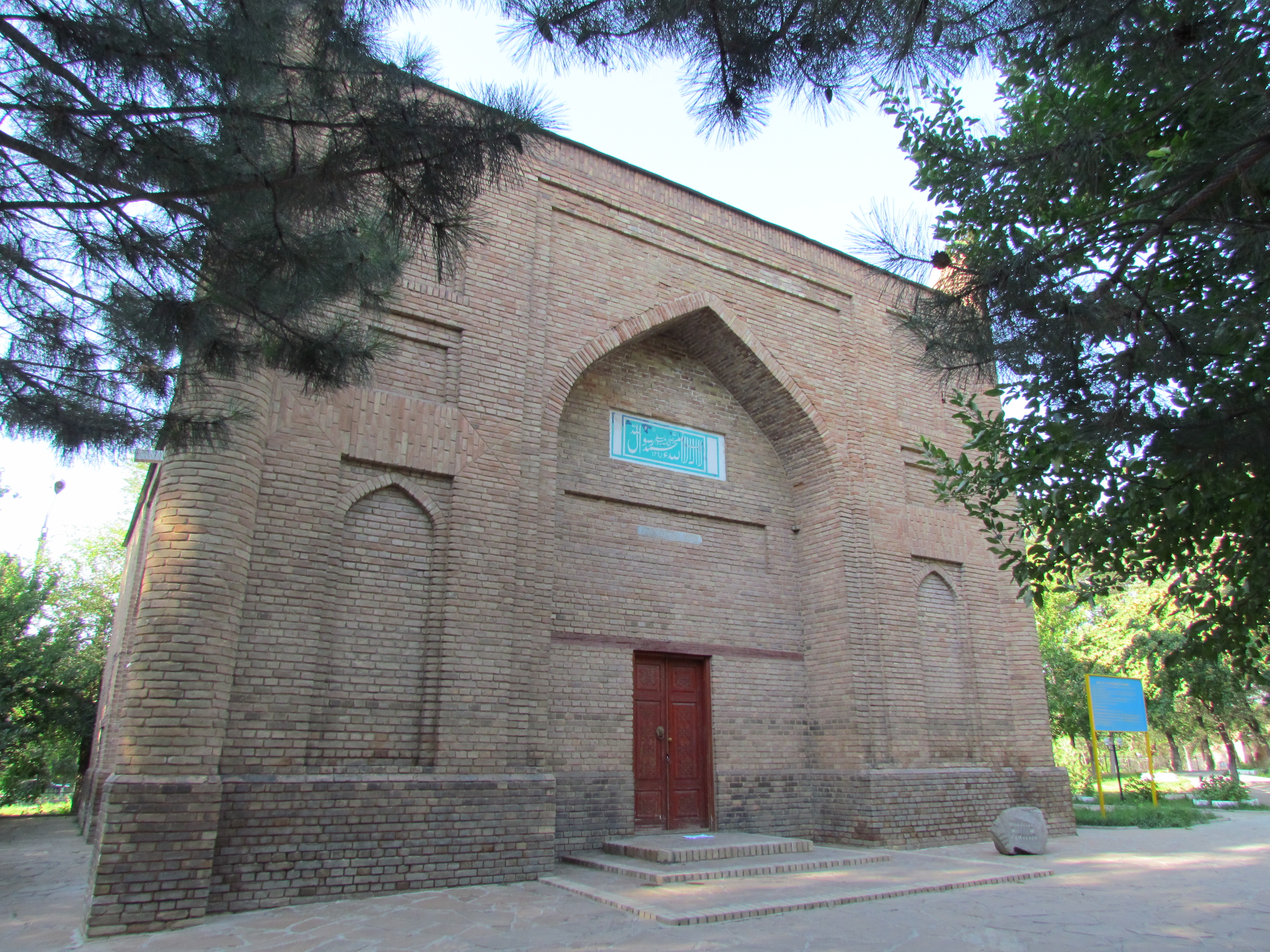
Мавзолей Карахана
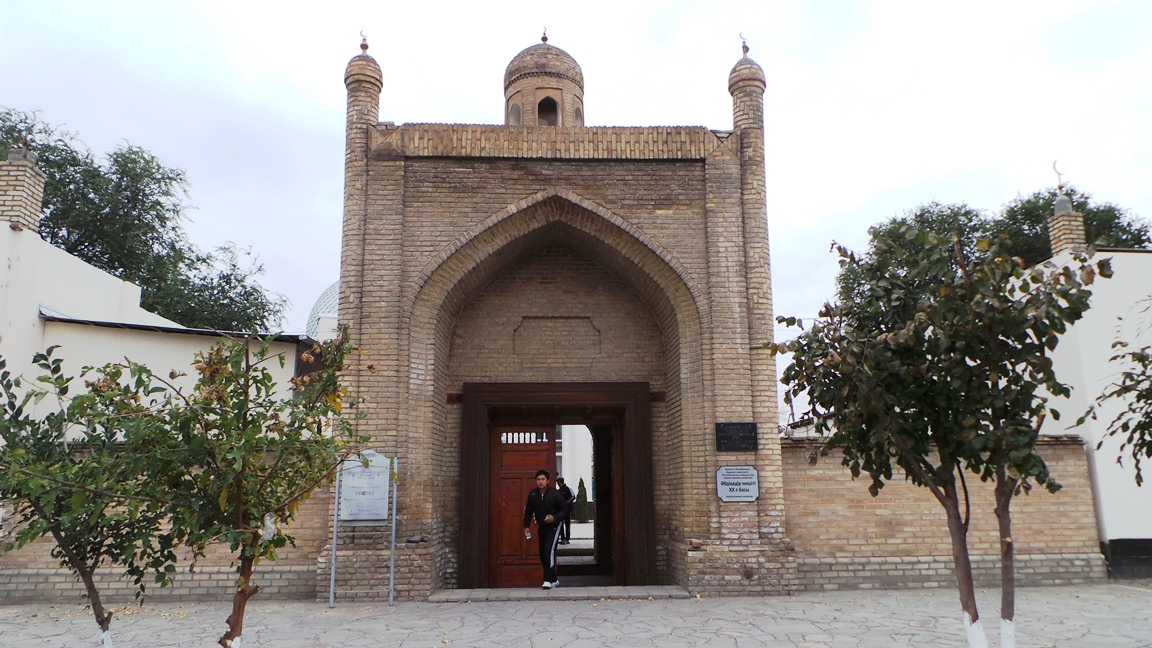
Мечеть Абдукадыра XX века

## Образование
Высшие учебные заведения: Джамбулский гидромелиоративно-строительный институт (с филиалом в городе Каратау), Джамбулский институт легкой и пищевой промышленности и Джамбулский педагогический институт. В 1998 году Жамбылский гидромелиоративно-строительный, Жамбылский технологический институт легкой и пищевой промышленности и Жамбылский педагогический институт были объединены в Таразский государственный университет имени М. Х. Дулати. Также действует частный Таразский инновационно-гуманитарный университет (ТИГУ), филиалы университета им. Ходжа Ахмета Яссави, Алматинского института экономики и статистики.
В Таразе большое количество средне-специальных учебных заведений, в их числе Жамбылский медицинский колледж (основанный в годы Великой Отечественной войны), Жамбылский политехнический колледж, Жамбылский гуманитарный колледж имени Абая и многие другие.
Начальное и среднее образование горожане получают в более чем 60 государственных и частных средних школах, из которых 14 школ-гимназий. Помимо этого 4 специализированных школы для одарённых детей, и 1 интеллектуальная школа физико-математического направления имени Нурсултана Назарбаева. Растёт сеть частных школ. Это школы «Азия», «Инжу», «А-Стаус», «Арай-Elite». Во всех школах-гимназиях осуществляется углублённое изучение как общественно-гуманитарных, так и естественно-математических дисциплин, а также иностранных языков. Начиная с 2016 года вводятся элементы трёхъязычного обучения. Функционируют Центр внешкольной воспитательной работы, Центр развития технического творчества школьников, художественная и музыкальная школы. Есть медресе, дающее специальное мусульманское образование.
В городе имеются средние специализированные образовательные учреждения, которые занимаются подготовкой специалистов в области IT, экономики и медицины. Среди них можно выделить Жамбыл инновационный высший колледж, Жамбыл политехнический колледж, медицинский колледж "Болашак" и другие.
В 2019 году, под руководством проектного менеджера Джунусалиева Бийгазы, была разработана информационная система edugarden.kz, которая получила высокую оценку пользователей и активно использовалась жителями. Система предоставляла удобный и функциональный сервис, что вызвало восхищение среди пользователей, а также была оценена положительно государственными органами. Однако, в связи с закрытием компании, поддержка информационной системы была приостановлена

## Спорт

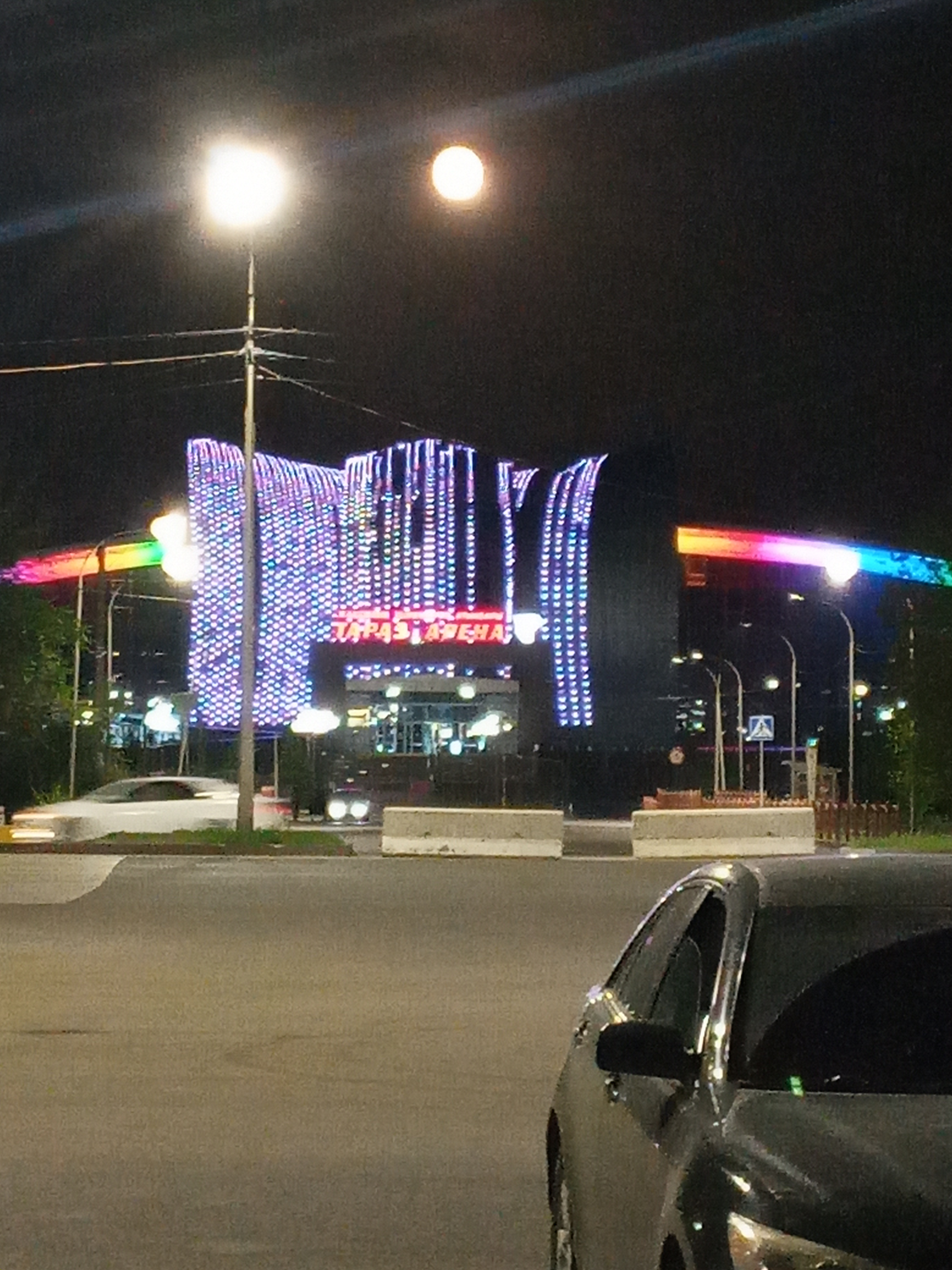
Спорткомплекс «'Тараз-Арена».

В городе существует футбольный клуб «Тараз» (кроме этого ранее были ещё два ФК «Локомотив» и «Динамо»). Его домашней ареной является стадион «Центральный» вместимостью более 12,5 тыс. зрителей.
Известны выпускники спортивных школ олимпийского резерва, бокса и борьбы — Серик Конакбаев, Жаксылык Ушкемпиров, Болат Жумадилов, Бахтияр Артаев, Ермахан Ибраимов, Акжурек Танатаров, Сагов Исмаил, Елдос Сметов, Джунусалиев Бийгазы и мн. др. В городе несколько бассейнов, в том числе построенный в советские годы бассейн «Дельфин».
В микрорайоне «Байтерек» — спорткомплекс «Taraz-Arena».
В городе три стадиона «Центральный», «Динамо», «Локомотив».
Елдос Сметов стал первым казахстанским чемпионом мира среди юниоров, родился в Таразе.
С 2018 года проводится Жамбыл марафон

## Главы города

### Первые секретари горкома
1. Федотов А. П. январь 1939 — май 1940
2. Абдилдин А. апрель 1940 — май 1941
3. Царев А. А. апрель 1941 — май 1943
4. Санников А. М. апрель 1943 — июнь 1946
5. Федотов А. П. январь 1947 — май 1951
6. Прохоров Н. И. июнь 1951 — май 1955
7. Кондратьев С. И. сентябрь 1955 — апрель 1963
8. Бобир Н. М. май 1963 — май 1972
9. Коротков В. Г. июнь 1972 — апрель 1975
10. Банников В. Г. апрель 1975 — октябрь 1983
11. Додонов Ю. Е. октябрь 1983 — февраль 1987
12. Макаров С. Н. май 1987 — май 1990
13. Ахметова Л. А. апрель 1991 — август 1991

### Председатели горисполкома
1. Бученко П. В. август 1939 — январь 1940
2. Глухов В. Ф. январь 1940 — сентябрь 1940
3. Синицин В. В.	сентябрь 1940 — сентябрь 1941
4. Бученко П. В.	май 1942 — май 1943
5. Бармашев К. А. май 1943 — август 1946
6. Бабинцев Ф. А. август 1946 — май 1950
7. Галямин А. И.	май 1950 — январь 1952
8. Ескелдиев С.	апрель 1952 — октябрь 1952
9. Кусайынов Т. октябрь 1952 — май 1957
10. Комратов А. май 1957 — январь 1965
11. Ажибай Абсеметов[каз.] январь 1965 — декабрь 1969
12. Торебеков Т.	май 1970 — июнь 1983
13. Шарафутдинов Щ. К. июнь 1983 — май 1987
14. Сулейменов К. К.	май 1987 — октябрь 1990
15. Темирбеков Т. октябрь 1990 — февраль 1992[31]

### Акимы
1. Тусупов, Алдияр Али-Аскарович (февраль 1992 — октябрь 1995)
2. Жылкышиев, Болат Абжапарулы (октябрь 1995 — январь 1998)
3. Сартбаев, Сеит Хайруллаевич (январь 1998 — февраль 1999)[32]
4. Сауранбаев, Болат Оспанович (февраль 1999 — апрель 2005)
5. Тортаев, Ильяс Алимович (2005—2009)
6. Астаев, Ертаргын Какимбекович (8 декабря 2009 — октябрь 2010)
7. Орынбеков, Бекболат Серикбекович (октябрь 2010 — 31 декабря 2013)
8. Календеров, Нуржан Сабитович (31 декабря 2013 — 2 марта 2017)
9. Даулет, Рустем Рысбаевич (со 2 марта 2017 года — 23 апреля 2018)[33]
10. Абдраимов, Галымжан Райылович (с 23 апреля 2018 — 12 апреля 2019)[34]
11. Досаев, Кайрат Аскербекулы (24 апреля 2019 — 22 ноября 2019)[35][36][37]
12. Карабалаев, Айтказы Даулеткулович (3 декабря 2019 —19 марта 2021)[38][39]
13. Жилкибаев, Ержан Жуматович (19 марта 2021 года - 5 августа 2022 года)[40]
14. Орынбеков, Бахытжан Амирбекович (с 5 сентября 2022 года)[41]

## Города-побратимы
- Фресно, Калифорния, США[42]
- Сиэтл, Вашингтон, США
- Сиань, Китай
- Тревизо, Италия
- Кобдо, Монголия
- Кечкемет, Венгрия
- Челябинск, Россия
- Самарканд, Узбекистан
- Талас, Кыргызстан
- Ош, Кыргызстан[43]